# Оскар Валдес
Оскар Едуардо Валдес Данкуарт (шп. Óscar Eduardo Valdés Dancuart; 3. април 1949, Лима) је перуански политичар. Био је председник Владе Перуа од 11. децембра 2011. до 23. јула 2012.